# Scaphyglottis triloba
Scaphyglottis triloba là một loài thực vật có hoa trong họ Lan. Loài này được B.R.Adams miêu tả khoa học đầu tiên năm 1988.